# Vitaliano Temellin
Vitaliano Temellin (Monteforte d'Alpone, 14 aprile 1937 – Pescara, 3 luglio 2014) è stato un calciatore italiano, di ruolo attaccante.

## Biografia
Al termine della carriera si stabilì a Pescara; qui nacque il figlio Gianluca, a sua volta calciatore professionista.

## Carriera
Debutta in Serie B nel 1955 con il Marzotto Valdagno, disputando cinque campionati in serie cadetta, per un totale di 93 presenze e 13 gol, inframmezzati da una stagione in Serie C con il Lecce.
Dopo il 1961 la carriera prosegue in Serie C con le maglie di Tevere Roma, Pescara, Siracusa e Taranto.